# Aeródromo Hospital Villa Baviera
El Aeródromo Hospital Villa Baviera (OACI: SCVB), es un terminal aéreo ubicado junto a la ciudad de Parral, Provincia de Linares, Región del Maule, Chile. Es de propiedad privada.